# Општина Тила (Чијапас)
Тила (шп. Tila) општина је у Мексику у савезној држави Чијапас. Општина се налази на надморској висини од 1066 м.

## Становништво
Према подацима из 2010. у општини је живело 71432 становника.

### Хронологија
| Година       | 2000                  | 2005                  | 2010                  |
| ------------ | --------------------- | --------------------- | --------------------- |
| Становништво | 58153 (29065 / 29088) | 63172 (31678 / 31494) | 71432 (35704 / 35728) |

### Попис
| \| \| м \| \| \| ж \| \| 0—2 \| 2.618 \| \| \| 2.627 \| \| 3—5 \| 2.664 \| \| \| 2.586 \| \| 6—11 \| 5.707 \| \| \| 5.628 \| \| 12—14 \| 2.808 \| \| \| 2.843 \| \| 15—17 \| 2.633 \| \| \| 2.626 \| \| 18—24 \| 4.847 \| \| \| 4.789 \| \| 60+ \| 2.488 \| \| \| 2.405 \| \| Просек : \| 25,0 \| \| \| 25,1 \| |       |  |  |       |
| |       |  |  |       |
| | м     |  |  | ж     |
| 0—2 | 2.618 |  |  | 2.627 |
| 3—5 | 2.664 |  |  | 2.586 |
| 6—11 | 5.707 |  |  | 5.628 |
| 12—14 | 2.808 |  |  | 2.843 |
| 15—17 | 2.633 |  |  | 2.626 |
| 18—24 | 4.847 |  |  | 4.789 |
| 60+ | 2.488 |  |  | 2.405 |
| Просек : | 25,0  |  |  | 25,1  |

| #   | Индикатор                                                                                        | Вредност |
| --- | ------------------------------------------------------------------------------------------------ | -------- |
| 1   | Становништво од 0 до 2 године                                                                    | 5245     |
| 2   | Мушко становништво од 0 до 2 године                                                              | 2618     |
| 3   | Женско становништво од 0 до 2 године                                                             | 2627     |
| 4   | Становништво са 3 и више година                                                                  | 64986    |
| 5   | Мушко становништво са 3 и више година                                                            | 32486    |
| 6   | Женско становништво са 3 и више година                                                           | 32500    |
| 7   | Становништво са 5 и више година                                                                  | 61442    |
| 8   | Мушко становништво са 5 и више година                                                            | 30700    |
| 9   | Женско становништво са 5 и више година                                                           | 30742    |
| 10  | Становништво са 12 и више година                                                                 | 48401    |
| 11  | Мушко становништво са 12 и више година                                                           | 24115    |
| 12  | Женско становништво са 12 и више година                                                          | 24286    |
| 13  | Становништво са 15 и више година                                                                 | 42750    |
| 14  | Мушко становништво са 15 и више година                                                           | 21307    |
| 15  | Женско становништво са 15 и више година                                                          | 21443    |
| 16  | Становништво са 18 и више година                                                                 | 37491    |
| 17  | Мушко становништво са 18 и више година                                                           | 18674    |
| 18  | Женско становништво са 18 и више година                                                          | 18817    |
| 19  | Становништво од 3 до 5 година                                                                    | 5250     |
| 20  | Мушко становништво од 3 до 5 година                                                              | 2664     |
| 21  | Женско становништво од 3 до 5 година                                                             | 2586     |
| 22  | Становништво од 6 до 11 година                                                                   | 11335    |
| 23  | Мушко становништво од 6 до 11 година                                                             | 5707     |
| 24  | Женско становништво од 6 до 11 година                                                            | 5628     |
| 25  | Становништво од 8 до 14 година                                                                   | 13261    |
| 26  | Мушко становништво од 8 до 14 година                                                             | 6621     |
| 27  | Женско становништво од 8 до 14 година                                                            | 6640     |
| 28  | Становништво од 12 до 14 година                                                                  | 5651     |
| 29  | Мушко становништво од 12 до 14 година                                                            | 2808     |
| 30  | Женско становништво од 12 до 14 година                                                           | 2843     |
| 31  | Становништво од 15 до 17 година                                                                  | 5259     |
| 32  | Мушко становништво од 15 до 17 година                                                            | 2633     |
| 33  | Женско становништво од 15 до 17 година                                                           | 2626     |
| 34  | Становништво од 18 до 24 године                                                                  | 9636     |
| 35  | Мушко становништво од 18 до 24 године                                                            | 4847     |
| 36  | Женско становништво од 18 до 24 године                                                           | 4789     |
| 37  | Женско становништво од 15 до 49 година                                                           | 16955    |
| 38  | Становништво са 60 и више година                                                                 | 4893     |
| 39  | Мушко становништво са 60 и више година                                                           | 2488     |
| 40  | Женско становништво са 60 и више година                                                          | 2405     |
| 41  | Однос између мушкараца и жена                                                                    | 99.93    |
| 42  | Становништво од нуле до 14 година                                                                | 27481    |
| 43  | Становништво од 15 до 64 године                                                                  | 39452    |
| 44  | Становништво од 65 година и више                                                                 | 3298     |
| 45  | Просечан број деце                                                                               | 2.84     |
| 46  | Становништво рођено у ентитету                                                                   | 69821    |
| 47  | Мушко становништво рођено у ентитету                                                             | 34906    |
| 48  | Женско становништво рођено у ентитету                                                            | 34915    |
| 49  | Становништво рођено у другом ентитету                                                            | 239      |
| 50  | Мушко становништво рођено у другом ентитету                                                      | 120      |
| 51  | Женско становништво рођено у другом ентитету                                                     | 119      |
| 52  | Становништво од 5 година и више резидентно у ентитету у јуну 2005. године                        | 61092    |
| 53  | Мушко становништво старосног доба од 5 година и више, резидентно у ентитету у јуну 2005. године  | 30523    |
| 54  | Женско становништво старосног доба од 5 и више година, резидентно у ентитету у јуну 2005. године | 30569    |
| 55  | Становништво од 5 година и више које је живело у другом ентитету у јуну 2005. године             | 110      |
| 56  | Мушко становништво старије од 5 година које је живело у другом ентитету у јуну 2005. године      | 56       |
| 57  | Женско становништво старије од 5 година које је живело у другом ентитету у јуну 2005. године     | 54       |
| 58  | Становништво од 3 године и више које говори аутохтони језик                                      | 61709    |
| 59  | Мушко становништво старо 3 године и више које говори аутохтони језик                             | 30862    |
| 60  | Женско становништво старо 3 године и више које говори аутохтони језик                            | 30847    |
| 61  | Становништво од 3 године и више које говори аутохтони језик и не говори шпански језик            | 18855    |
| 62  | Мушко становништво старо 3 године и више које говори аутохтони језик и не говори шпански         | 7249     |
| 63  | Женско становништво старо 3 године и више које говори аутохтони језик и не говори шпански језик  | 11606    |
| 64  | Становништво старо 3 године и више које говори аутохтони језик и шпански                         | 42684    |
| 65  | Мушко становништво старо 3 године и више које говори аутохтони језик и шпански                   | 23533    |
| 66  | Женско становништво старо 3 године и више које говори аутохтони језик и шпански                  | 19151    |
| 67  | Становништво од 5 година и више које говори аутохтони језик                                      | 58556    |
| 68  | Становништво од 5 година и више које говори аутохтони језик и не говори шпански језик            | 16516    |
| 69  | Становништво од 5 година и више које говори аутохтони језик и говори шпански језик               | 41885    |
| 70  | Становништво у домородачким домаћинствима                                                        | 69268    |
| 71  | Становништво са ограничењима у активностима                                                      | 1218     |
| 72  | Становништво са ограниченим ходањем или кретањем, горе или доле                                  | 512      |
| 73  | Становници са ограничењима вида, чак и уз кориштење сочива                                       | 260      |
| 74  | Становништво са ограничењима говора, комуникације или конверзације                               | 217      |
| 75  | Становништво са ограниченим слухом                                                               | 87       |
| 76  | Становништво са ограничењима при одевању, купању или јелу                                        | 41       |
| 77  | Становништво са ограничењима у опажању или учењу једноставних ствари                             | 32       |
| 78  | Становништво са менталним ограничењима                                                           | 201      |
| 79  | Становништво без ограничења активности                                                           | 68480    |
| 80  | Становништво од 3 до 5 година које не похађа школу                                               | 2221     |
| 81  | Мушко становништво од 3 до 5 година које не похађа школу                                         | 1098     |
| 82  | Женско становништво од 3 до 5 година које не похађа школу                                        | 1123     |
| 83  | Становништво од 6 до 11 година које не похађа школу                                              | 679      |
| 84  | Мушко становништво од 6 до 11 година које не похађа школу                                        | 339      |
| 85  | Женско становништво од 6 до 11 година које не похађа школу                                       | 340      |
| 86  | Становништво од 12 до 14 година које не похађа школу                                             | 595      |
| 87  | Мушко становништво од 12 до 14 година које не похађа школу                                       | 279      |
| 88  | Женско становништво од 12 до 14 година које не похађа школу                                      | 316      |
| 89  | Становништво од 15 до 17 година похађа школу                                                     | 3358     |
| 90  | Мушко становништво од 15 до 17 година похађа школу                                               | 1799     |
| 91  | Женско становништво између 15 и 17 година живота у школи                                         | 1559     |
| 92  | Становништво од 18 до 24 године похађа школу                                                     | 1317     |
| 93  | Мушко становништво од 18 до 24 године похађа школу                                               | 751      |
| 94  | Женско становништво од 18 до 24 године похађа школу                                              | 566      |
| 95  | Становништво од 8 до 14 година које не може да чита и пише                                       | 1985     |
| 96  | Мушко становништво старосног доба од 8 до 14 година које не може да чита и пише                  | 1046     |
| 97  | Женско становништво старосног доби од 8 до 14 година које не може да чита и пише                 | 939      |
| 98  | Становништво од 15 година и више које је неписмено                                               | 12445    |
| 99  | Мушко становништво од 15 година и више које је неписмено                                         | 4211     |
| 100 | Женско становништво од 15 година и више које је неписмено                                        | 8234     |
| 101 | Становништво старо 15 и више година без школовања                                                | 9757     |
| 102 | Мушко становништво старо 15 и више година без школовања                                          | 3175     |
| 103 | Женско становништво старо 15 и више година без школовања                                         | 6582     |
| 104 | Становништво старосног доба 15 и више година са непотпуним основним образовањем                  | 10508    |
| 105 | Мушко становништво старосног доба од 15 година и више са непотпуном основним образовањем         | 5283     |
| 106 | Женско становништво старосног доба 15 и више година са непотпуном основним образовањем           | 5225     |
| 107 | Становништво старо 15 и више година са комплетним основним образовањем                           | 6309     |
| 108 | Мушко становништво старо 15 година и више са комплетним основним образовањем                     | 3504     |
| 109 | Женско становништво старо 15 и више година са комплетним основним образовањем                    | 2805     |
| 110 | Становништво старосног доба 15 и више година са непотпуним средњим образовањем                   | 3209     |
| 111 | Мушко становништво старосног доба од 15 година и више са непотпуним средњим образовањем          | 1715     |
| 112 | Женско становништво старосног доба од 15 година и више са непотпуним средњим образовањем         | 1494     |
| 113 | Становништво старо 15 и више година са пуним секундарном образовањем                             | 6571     |
| 114 | Мушко становништво старосног доба од 15 година и више са пуним секундарном образовањем           | 3828     |
| 115 | Женско становништво старосног доба од 15 година и више са пуним секундарном образовањем          | 2743     |
| 116 | Становништво старије од 18 година са постосновним образовањем                                    | 5428     |
| 117 | Мушко становништво старије од 18 година са постосновним образовањем                              | 3287     |
| 118 | Женско становништво старије од 18 година са постосновним образовањем                             | 2141     |
| 119 | Просечна оцена школовања                                                                         | 5.42     |
| 120 | Просечан ниво образовања мушке популације                                                        | 6.18     |
| 121 | Просечан ниво образовања женског становништва                                                    | 4.67     |
| 122 | Економски активно становништво                                                                   | 20083    |
| 123 | Економски активна мушка популација                                                               | 18297    |
| 124 | Економски активна женска популација                                                              | 1786     |
| 125 | Становништво које није економски активно                                                         | 28043    |
| 126 | Мушко становништво које није економски активно                                                   | 5680     |
| 127 | Женско становништво које није економски активно                                                  | 22363    |
| 128 | Запослено становништво                                                                           | 19901    |
| 129 | Запослено мушко становништво                                                                     | 18161    |
| 130 | Запослено женско становништво                                                                    | 1740     |
| 131 | Незапослена популација                                                                           | 182      |
| 132 | Незапослена мушка популација                                                                     | 136      |
| 133 | Незапослена женска популација                                                                    | 46       |
| 134 | Становништво без права на здравствене услуге                                                     | 39646    |
| 135 | Становништво које има право на здравствене услуге                                                | 30433    |
| 136 | Становништво које има право на ИМСС                                                              | 4746     |
| 137 | Становништво које има право на социјално осигурање                                               | 881      |
| 138 | Становништво које има право на државно социјално осигурање                                       | 171      |
| 139 | Становништво које има право на опште осигурање или здравствено осигурање за нову генерацију      | 24292    |
| 140 | Становништво које је било једном или није било у браку током 12 година и више                    | 18627    |
| 141 | Венчано или уједињено становништво од 12 година и више                                           | 26698    |
| 142 | Становништво које је било у браку или уједињено 12 година и више                                 | 2972     |
| 143 | Становништво са католичком религијом                                                             | 40685    |
| 144 | Протестанти, еванђелисти и библијски следбеници различити од еванђелиста                         | 19794    |
| 145 | Становништво са другим религијама различитим од претходних                                       | 140      |
| 146 | Становништво без религије                                                                        | 7255     |
| 147 | Укупно пописаних домаћинства                                                                     | 13783    |
| 148 | Пописна домаћинства на челу са мушкарцима                                                        | 12421    |
| 149 | Пописна домаћинства на челу са женама                                                            | 1362     |
| 150 | Становништво у пописним домаћинствима                                                            | 70250    |
| 151 | Становништво у пописним домаћинствима на челу са мушкарцима                                      | 65243    |
| 152 | Становништво у пописним домаћинствима на челу са женама                                          | 5007     |
| 153 | Укупно домаћинстава                                                                              | 15336    |
| 154 | Укупно насељених домаћинстава                                                                    | 14177    |
| 155 | Укупно приватних кућа                                                                            | 14942    |
| 156 | Насељени приватни домови                                                                         | 13783    |
| 157 | Укупно насељених приватних кућа                                                                  | 14177    |
| 158 | Ненасељене приватне куће                                                                         | 524      |
| 159 | Појединачна домаћинства за привремену употребу                                                   | 635      |
| 160 | Становници у насељеним приватним кућама                                                          | 70250    |
| 161 | Насељеност станара у приватним становима                                                         | 5.1      |
| 162 | Просечно становника по соби у приватним насељеним домаћинствима                                  | 1.89     |
| 163 | Појединачна домаћинства са подовима од различитих материјала од земље                            | 11219    |
| 164 | Појединачна домаћинства у приземљу                                                               | 2489     |
| 165 | Појединачна домаћинства са једном спаваћом собом                                                 | 8312     |
| 166 | Појединачна домаћинства са две спаваће собе и више                                               | 5401     |
| 167 | Појединачна домаћинства са једним собом                                                          | 1152     |
| 168 | Појединачна домаћинства са две собе                                                              | 6506     |
| 169 | Појединачна домаћинства са 3 собе и више                                                         | 6037     |
| 170 | Појединачна домаћинства која имају електрично светло                                             | 12501    |
| 171 | Појединачна домаћинства која немају електрично светло                                            | 1197     |
| 172 | Појединачна домаћинства која имају водоводну воду у стамбеном простору                           | 10697    |
| 173 | Појединачна домаћинства која немају водоводну воду у стамбеном простору                          | 2996     |
| 174 | Појединачна домаћинства која имају тоалет                                                        | 13295    |
| 175 | Појединачна домаћинства која имају канализацију                                                  | 7521     |
| 176 | Појединачна домаћинства која немају канализацију                                                 | 6170     |
| 177 | Појединачна домаћинства која имају електрично светло, довод воде из јавне мреже и канализацију   | 6788     |
| 178 | Појединачна домаћинства без икаквих услова                                                       | 5116     |
| 179 | Појединачна домаћинства која имају радио                                                         | 5924     |
| 180 | Појединачна домаћинства која имају телевизор                                                     | 6286     |
| 181 | Појединачна домаћинства која имају фрижидер                                                      | 2931     |
| 182 | Појединачна домаћинства која имају машину за веш                                                 | 586      |
| 183 | Појединачна домаћинства која имају аутомобил или комби                                           | 430      |
| 184 | Појединачна домаћинства која имају рачунар                                                       | 340      |
| 185 | Појединачна домаћинства која имају фиксну телефонску линију                                      | 296      |
| 186 | Појединачна домаћинства која имају мобилни телефон                                               | 1194     |
| 187 | Појединачна домаћинства која имају приступ интернету                                             | 119      |